# Choaspes
Choaspes este un gen de fluturi din familia Hesperiidae. 

## Specii
- Choaspes benjaminii (Guérin-Méneville, 1843)
- Choaspes estrella de Jong, 1980
- Choaspes hemixanthus Rothschild & Jordan, 1903
- Choaspes furcatus Evans, 1932
- Choaspes illuensis (Ribbe, 1900)
- Choaspes plateni (Staudinger, 1888)
- Choaspes subcaudata (C. & R. Felder, [1867])
- Choaspes xanthopogon (Kollar, [1844])